# Wallan
Wallan – miasto w Australii, w stanie Wiktoria.